# چون این-سو
چون این-سو (انگلیسی: Chun In-soo؛ زادهٔ ۱۳ ژوئیهٔ ۱۹۶۵) کماندار اهل کره جنوبی است.